# Philip Pullman
Sir Philip Pullman (Norwich, 19 ottobre 1946) è uno scrittore britannico, famoso per la trilogia fantasy Queste oscure materie.

## Biografia
Ha studiato all'Università di Oxford.
La sua trilogia bestseller Queste oscure materie - composta dai romanzi La bussola d'oro, La lama sottile e Il cannocchiale d'ambra - pur essendo indirizzata ai ragazzi, ha attirato anche un numero crescente di lettori adulti. I singoli volumi della trilogia hanno vinto diversi importanti premi letterari nel Regno Unito.
A Pullman è stato conferito l'Ordine dell'Impero britannico nella lista d'onori del capodanno 2004.
Nel 2012 è stato insignito del titolo di duca di Cittagazze dal sovrano del Regno di Redonda per meriti letterari, conseguendo il "Literary Prize for 2012".
Nella serie di Sally Lockhart, ambientata verso la fine dell'800, noir che narra delle avventure di una ragazza rimasta orfana ed educata in modo poco classico per il suo tempo e che, aiutando quello che sarà il suo futuro amore a far fiorire e gestire uno studio fotografico, finendo per smascherare traffici nascosti, ingiustizie sociali e pirati ed infine aprendo una propria agenzia di consulenza economica, vengono trattati argomenti come i pogrom, l'inizio del socialismo, le persecuzioni antisemite a ridosso della prima guerra mondiale, le premesse alla nascita dello stato d'Israele e svariati altri fatti storici, romanzando ma offrendo spunti di riflessione e di approfondimento personale anche in un pubblico giovane o a quello che nei cicli scolastici dell'obbligo abbia visto terminare i programmi prima di tali eventi, o evitandoli e confrontandosi solo con le due guerre mondiali.

## Controversie sull'opera di Pullman
(Philip Pullman, intervista con Fiorella Iannucci)
La trilogia Queste oscure materie, che vede un'Europa governata da una teocrazia che mescola elementi cattolici e calvinisti, in cui la fisica è trattata come teologia sperimentale, e la presenza di una cosmogonia con riferimenti al Paradiso perduto di John Milton, è stata aspramente attaccata da alcuni gruppi cristiani (similmente a quanto è avvenuto con Harry Potter, anche se in questo caso le accuse sono più circostanziate, proprio per la conformazione dell'opera).
Alcuni, come Peter Hitchens, affermano che Pullman segua un'agenda anti-cristiana, basandosi sugli articoli di critica che ha scritto sulle cronache di Narnia di C.S. Lewis, in cui arriva ad usare il termine "propaganda" per certi passaggi e sulla cattiva luce in cui è messa la "Chiesa" nella trilogia.
Alcuni, come il già citato Hitchens, vedono in Queste oscure materie una risposta diretta alla serie di C.S. Lewis per i suoi elementi cristiani. Tali tesi mirano a sostenere come l'ambientazione di Pullman ricalchi quella di Lewis: mondi paralleli e il loro destino a rischio; bambini davanti a scelte morali da adulti; allegorie religiose e "animali" parlanti.
Un'altra similitudine riscontrata dai sostenitori di questa ipotesi è la presenza di una bambina che si nasconde in un armadio nei primi capitoli de La bussola d'oro, primo volume de Queste oscure materie e Il leone, la strega e l'armadio, primo volume pubblicato della serie di Narnia.
Se, nell'opera di Lewis, Lucy Pevensie finisce nell'Armadio perché rimane sola, la protagonista di Pullman ci si nasconde per non essere scoperta mentre curiosa nelle stanze degli accademici.
Le critiche di Pullman al ciclo di Narnia, sono comunque condivise e diffuse in commentatori di area liberale, come Polly Toynbee.
Pullman, che è ateo, ha criticato soprattutto l'uso di una cura fittizia contro il cancro in uno dei libri di Narnia, cosa che avrebbe dato speranza ai bambini lettori che avevano conoscenti, familiari o amici che ne soffrivano. Ha anche criticato il modo in cui Lewis esclude il personaggio di Susan dalle scene finali nel paradiso di L'ultima battaglia, dicendo che «scende nell'inferno» a causa del suo crescente attaccamento terreno e al suo rifiuto di Narnia. I fan di Lewis sostengono che Pullman esageri; Lewis non ha mai accennato al destino finale di Susan e mai ha escluso la sua possibilità di raggiungere più tardi i suoi amici nel paradiso.
Le critiche a Queste oscure materie prima dell'uscita del primo film tratto dalla trilogia (dicembre 2007), rimangono limitate al mondo britannico, ma non hanno trovato l'appoggio della chiesa anglicana. Anzi, il massimo esponente della Chiesa d'Inghilterra, l'Arcivescovo di Canterbury Rowan Williams, in un confronto con lo stesso autore ha evidenziato il fatto che gli attacchi di Pullman si concentrano sui vincoli dogmatici e l'uso della religione come strumento di oppressione, e non sul cristianesimo stesso. L'arcivescovo propone persino il trattamento di Queste oscure materie nelle lezioni di religione a scuola, in quanto sarebbero utili per meglio indirizzare le inadeguatezze di certi corsi di religione.

## Opere
- The Haunted Storm (1972)
- Galatea (1976)
- The White Mercedes (1981) (poi The Butterfly Tattoo) - La farfalla tatuata
- Il conte Karlstein e la leggenda del demone cacciatore (1982)
- Detective Stories
- How to be Cool (1987)
- Spring-Heeled Jack: A Story of Bravery and Evil (1989)
- The Broken Bridge (1990)
- Frankenstein (1990)
- La fabbricante di fuochi d'artificio (1995)
- Clockwork, London, Doubleday, 1996 (trad. it.: L'orologio meccanico, Milano, Mondadori, 2003)
- Ero un topo (1999)
- Puss in Boots: The Adventures of That Most Enterprising Feline (2001)

### The New-cut gang
- Il falsario e il manichino di cera (1994)
- Il fiammifero svedese e il segreto dell'amore (1995)

### Serie di Sally Lockhart
- Il rubino di fumo (1985)
- L'ombra del Nord (1986)[12] - (The shadow in the North) vincitore dell'Honor Book per il Premio Phoenix (2006)
- La tigre nel pozzo (1991)
- La principessa di latta (1994)

### Trilogia diQueste oscure materie
- La bussola d'oro (1995)
- La lama sottile (1997)
- Il cannocchiale d'ambra (2000)

#### Opere collegate
- La Oxford di Lyra (2003): cartoline postali, mappa di Oxford, e brevi storie dal mondo di Queste Oscure Materie.
- Once Upon a Time in the North (2008, inedito in italiano): racconto prequel
- Serpentine (2020, inedito in italiano): racconto sequel

#### Trilogia parallelaIl Libro della Polvere(The Book of Dust)
- La belle sauvage (19 ottobre 2017)
- Il regno segreto (5 novembre 2020)
- The Rose Field (23 ottobre 2025)

Pullman ha scritto, del libro, che "non racconta di quello che succede prima o dopo Queste oscure materie, ma accanto. È una storia diversa, ambientata nel mondo che i lettori della saga già conoscono."

### The Scarecrow and his Servant
- The Scarecrow and his Servant (2004)
- Il ponte spezzato

### Altri
- Jack, il diavolo a molla (2009)
- Il buon Gesù e il cattivo Cristo (2010)